# IV. Hugó ciprusi király
IV. (Lusignan) Hugó (1294 – 1359. október 10.), Ciprus királya,  címzetes jeruzsálemi király volt 1324 és 1358 között.

## Élete
Jeruzsálemi Guidó és Ibelin Éschive fia, III. Hugó ciprusi király unokája volt. Nagybátyja, II. Henrik halála után foglalta el a trónt. Hugó megelégedett Ciprus kormányzásával és igyekezett gátolni, fia (a későbbi I. Péter) azon törekvéseit, hogy a nyugat-európai hatalmak bevonásával szövetséget hozzon létre a Jeruzsálemi Királyság visszahódítására. 
Uralkodása  idején Famagusta kikötője komolyan felértékelődött, mivel a térség többi kikötője, muzulmán kézbe került (így például Akko kikötőváros, amit az arabok foglaltak el). Hugó kereskedelmi szövetséget kötött a velenceiekkel, ami konfliktushoz vezetett a genovaiakkal, akik szintén komoly kereskedelmi érdekekkel rendelkeztek a szigeten és azt követelték, hogy a király fizesse meg nekik nagybátyja, II. Henrik tartozásait. Hugónak sikerült velük is megegyezni 1329-ben.
1344-ben szövetségre lépett a velenceiekkel és a templomosokkal és e szövetség keretében sikerrel elfoglalta Szmirna városát. A következő évben a szövetség mind tengeren, mind a szárazföldön legyőzte a törököket Imbros szigeténél, ám a győztes csatát nem tudták hosszabb távon kihasználni.

## Családja
Hugó kétszer nősült meg. 1307-ben Ibelin Máriát vette feleségül, majd Mária halála után, 1318-ban annak unokatestvérét, Ibelin Alizt. 
Hugónak nyolc gyermeke volt. Első házasságából egy fia született:
- Guidó (1316 – 1343).

Második házasságából négy gyermek született:
- Échive (1323 – 1363),
- Péter (1328 – 1369), aki 1359 és 1369 között Ciprus királya volt,
- János (1329 – 1375),
- Jakab (1334 – 1398), aki 1382 és 1398 között Ciprus királya volt.

További három gyermekének anyja ismeretlen:
- Tamás (? – 1340)
- Perrot (? – 1353)
- Margit.

Hugó 1358-ban átadta a hatalmat fiának, majd a következő évben meghalt.

## Fordítás
- Ez a szócikk részben vagy egészben  a   Hugh IV of Cyprus című angol Wikipédia-szócikk ezen változatának fordításán alapul.  Az eredeti cikk szerkesztőit annak laptörténete sorolja fel. Ez a jelzés csupán a megfogalmazás eredetét és a szerzői jogokat jelzi, nem szolgál a cikkben szereplő információk forrásmegjelöléseként.
- Ez a szócikk részben vagy egészben  a   Hugues IV de Chypre című francia Wikipédia-szócikk ezen változatának fordításán alapul.  Az eredeti cikk szerkesztőit annak laptörténete sorolja fel. Ez a jelzés csupán a megfogalmazás eredetét és a szerzői jogokat jelzi, nem szolgál a cikkben szereplő információk forrásmegjelöléseként.